# Oskar Rudolf Dengel

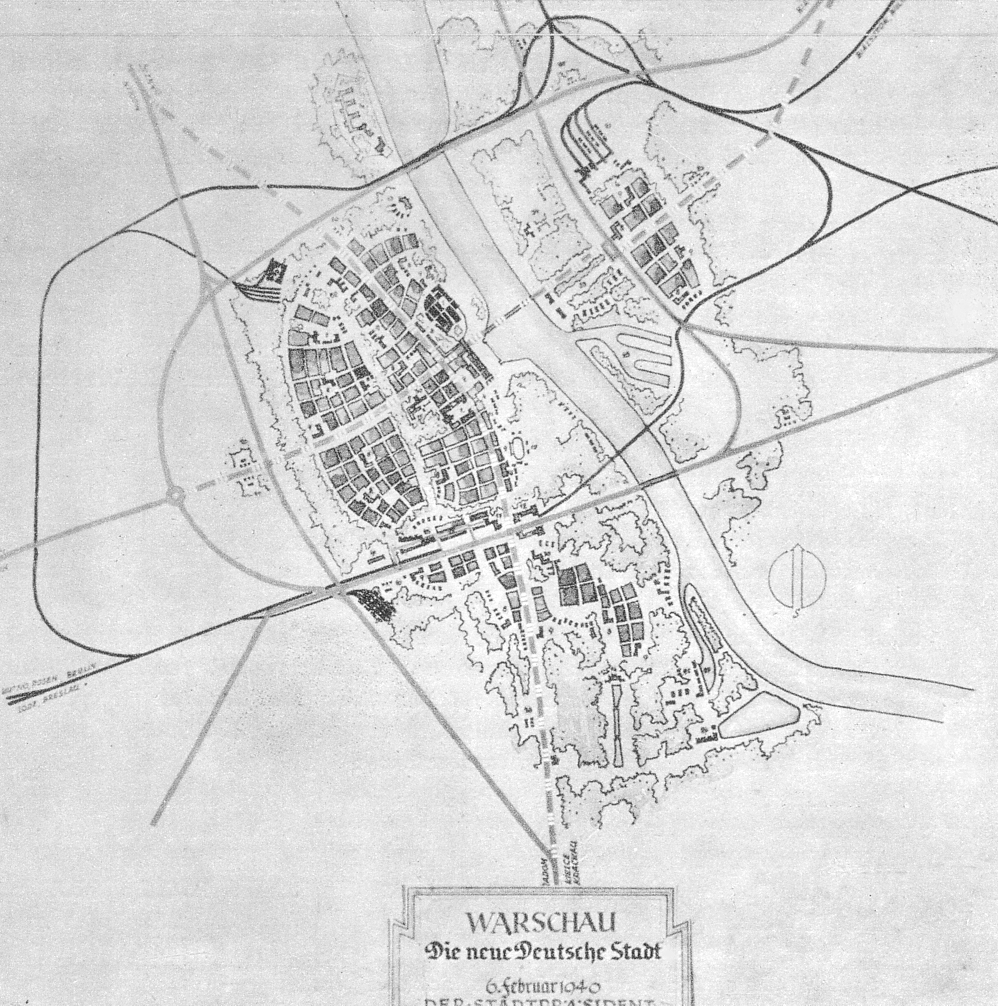
Zarys planu "Nowego niemieckiego miasta Warszawy“ z 6 lutego 1940

Oskar Rudolf Dengel (ur. 27 grudnia 1899 w Waldbüttelbrunn, zm. 12 marca 1964 w Würzburgu) – niemiecki funkcjonariusz nazistowski, z wykształcenia prawnik, komisaryczny prezydent Warszawy w czasach II wojny światowej.

## Życiorys
1 października 1939 został nominowany na zastępcę Helmuta Otto jako szef cywilnej administracji Warszawy. 4 listopada 1939 zastąpił go na stanowisku komisarycznego Prezydenta Warszawy. 
Odnosił się wrogo do Polaków i szykanował działalność polskich władz miejskich. Do tworzenia okupacyjnej administracji sprowadził grupę zaufanych urzędników z rodzinnego Würzburga. Na jego polecenie Hubert Groß utworzył grupę techników, której zadaniem było stworzenie założeń przyszłej niemieckiej Warszawy. Prawdopodobnie 6 lutego 1940 plan został przedstawiony Generalnemu Gubernatorowi Hansowi Frankowi. Z powodu pominięcia drogi służbowej popadł w niełaskę starosty warszawskiego Ludwiga Leista i zdymisjonowany 5 marca 1940. Podobnie jak jego poprzednik Helmut Otto wywiózł z Warszawy cenne dobra materialne. Według zeznań świadków w powojennym procesie o zbrodnie wojenne znaleziono u niego skrzynie ze skradzionymi dziełami sztuki z pałacu Blanka będącego ówczesną siedzibą niemieckiej administracji.
W późniejszym okresie był członkiem wojskowej administracji w Brukseli, od 5 czerwca 1940 komisarzem w Lille, od 20 czerwca do 25 sierpnia w sztabie 9. Armii i SS-Führer w sztabie SS w Rosji. W 1941 został komisarycznym wiceprezydentem Würzburga. Równocześnie został awansowany na SS-Obersturmbannführera. W drugiej połowie 1944, po postępowaniu dyscyplinarnym został przeniesiony do Aussig an der Elbe w Kraju Sudetów.
4 kwietnia 1947 został zatrzymany przez amerykańskie władze okupacyjne i internowany w obozie w Dachau. 18 czerwca 1947 wydany Polsce. 13 października 1948 skazany w Warszawie na 15 lat więzienia. Po zmniejszeniu kary do 8 lat 7 lipca 1956 przez Sąd Najwyższy, zwolniony 1 sierpnia powrócił do rodzinnego Waldbüttelbrunn.